# 格萊爾舍弗訥科格爾山

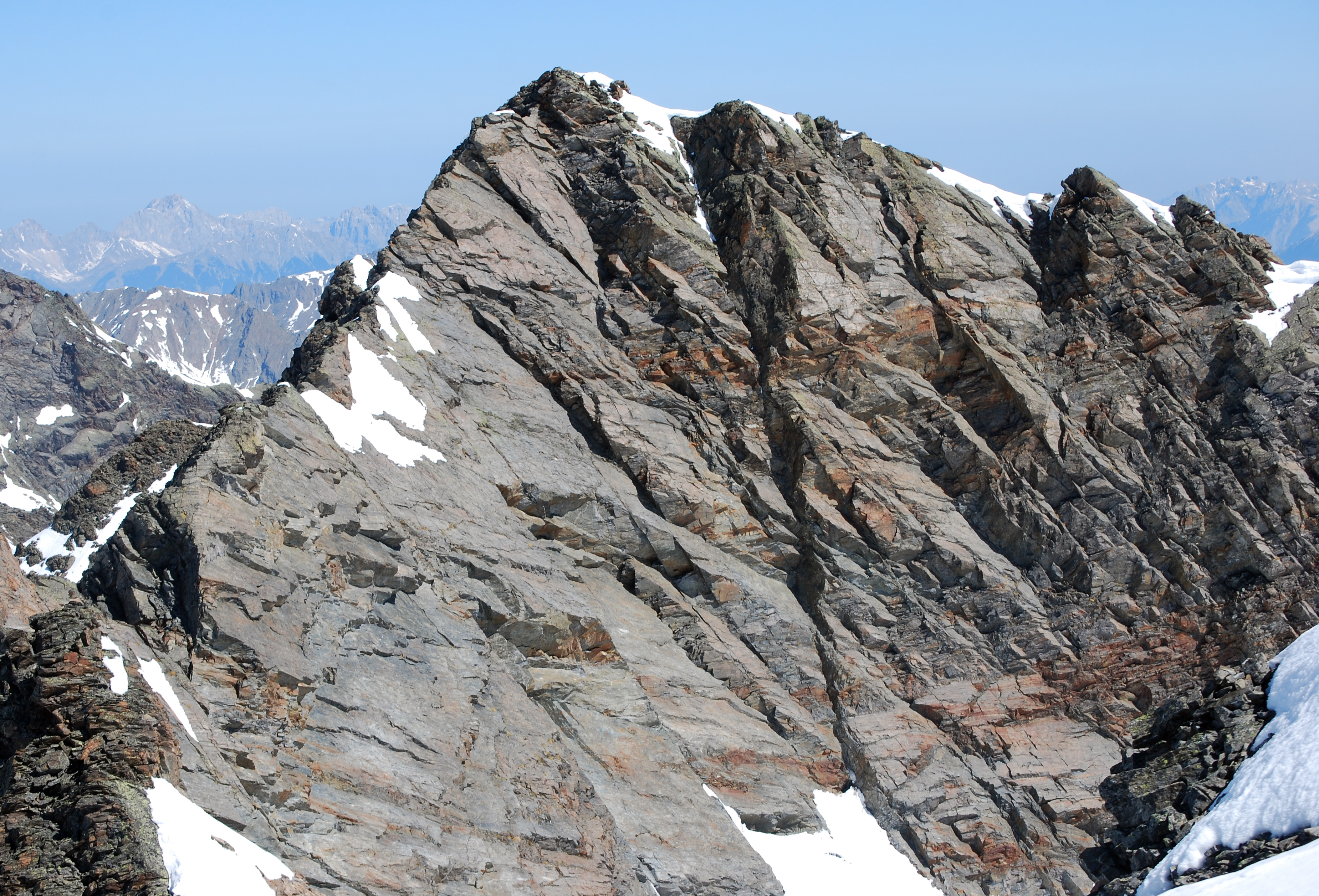

47°06′53″N 11°03′47″E / 47.11472°N 11.06306°E
格萊爾舍弗訥科格爾山（德語：Gleirscher Fernerkogel），是奧地利的山峰，位於該國西部，由蒂羅爾州負責管轄，屬於斯圖拜阿爾卑斯山脈的一部分，海拔高度3,189米，人類在1883年9月1日首次登頂。